# Jackass Number Two
Jackass Number Two is het vervolg op Jackass: The Movie. In de film worden diverse levensgevaarlijke en grappige stunts uitgehaald. Bijna iedereen van de originele film werkt weer mee aan de film, waaronder Johnny Knoxville, Bam Margera, Ryan Dunn, Chris Pontius, Steve-O, Dave England, “Danger” Ehren McGhehey, Preston Lacy en Jason "Wee Man" Acuña.
De eerste film werd opgenomen met een budget van ongeveer 5 miljoen dollar, en was gebaseerd op de originele televisieserie Jackass. De film bracht echter meer dan 22 miljoen dollar op tijdens het weekend dat de film in première ging. In totaal bracht de film meer dan 64 miljoen dollar op in de VS alleen al. Vandaar dat Paramount Pictures groen licht gaf voor de maak van een tweede film. Met de opnamen werd gestart in januari 2006.
De film werd opgenomen in onder andere India, Australië, Argentinië, Engeland, Moskou in Rusland en de VS. Steve-O en Bam Margera hadden voor de première al een aantal stunts laten uitlekken. Op 15 juni 2006 kwam de eerste officiële trailer op internet te staan.

## Stunts
Net als in deel één bestaat de film niet uit een verhaal, maar uit korte stunts.
Hier onder een selectie van de stunts. Er zijn meerdere versies van de film verschenen. Sommige stunts in de onderstaande lijst zijn niet opgenomen in een bepaalde versie, omdat het kijkwijzeradvies anders niet meer zou kloppen.
De film begint met op de achtergrond de muziek uit de film The Good, the Bad and the Ugly wordt in slow motion vertoond hoe de Jackassleden aan het rennen zijn. Wanneer de camera draait is te zien dat ze weg rennen voor een groep stieren. Terwijl iedereen een veilig heenkomen zoekt, nemen de stieren hen toch te grazen.
1. Puppet Show - Chris Pontius heeft om zijn penis een poppetje van een muis gedaan. Hij houdt het poppetje in een kooi waar een slang zit. De bedoeling is dat de slang hem bijt.
2. The Valentine - Johnny Knoxville houdt de Jackassleden voor de gek. Een papier in de vorm van een hart met hierop een tekst moet worden opgelezen door elk Jackasslid. Wat zij echter niet weten is dat Knoxville achter het hart zit en de lezer met een bokshandschoen een knal verkoopt.
3. Firehose Rodeo - Dave England houdt zich vast aan een brandslang terwijl die op volle kracht spuit.
4. Oddly Shaped Men - Preston Lacy rent Wee Man achterna in India. Als ze de hoek om gaan veranderen de rollen en rent Wee Man achter Preston met een hele groep lilliputters.
5. The Strong Man - Bam Margera zit bovenop een oude krachttestmachine met zijn blote reet, terwijl Chris Pontius de machine gebruikt om een dildo naar hem toe te stuwen.
6. Bicentennial BMXing - Ryan Dunn en Johnny Knoxville gaan stunten met een "hoge bi".
7. Gloria - Producent Spike Jonze is verkleed als een oude dame. "Ze" stapt uit de auto terwijl "haar" kleren vast tussen de deur zitten. De auto rijdt weg en "ze" staat alleen in "haar" onderbroek op straat.
8. The Mini-Loop - Ehren McGhehey en Thor Drake gaan met een Pocket Bike in een mini-looping rijden.
9. The Brand - Bam Margera krijgt een brandmerk in de vorm van de mannelijke geslachtsorganen op zijn achterwerk.
10. Lake Jump - Johnny Knoxville en Mat Hoffman laten zich lanceren in Het Kanaal met raket aangedreven fietsen. Rolstoelrugbyspeler Mark Zupan doet dit met een raket aangedreven rolstoel.
11. The Fish Hook - Steve-O krijgt een vishaak door zijn wang heen, waarna ze met hem gebruiken als aas om te vissen op de kortvinmakreelhaai.
12. Velcro Suit - Bam Margera heeft een pak van klittenband aan. Hij skatet van een schans tegen een vrachtauto met klittenband.
13. The Electric Stool - Wee Man denkt dat kaartgooier Jim Karol kaarten gaat gooien tegen Wee Man's reet, maar Wee Man weet niet dat hij op een elektrische kruk zit waardoor hij schokken krijgt.
14. Yak Attack - Johnny Knoxville gaat geblinddoekt in een stierring staan. Een jak haalt hem daarna onderuit.
15. Bungee Jump - Wee Man zit aan Preston Lacy vastgebonden met bungeetouw. Wee Man springt van een brug in het water en trekt Preston met hem mee.
16. Bad Grandpa - Johnny Knoxville is verkleed als een oude man en geeft zijn kleinkind (gespeeld door Slater Davis) bier en laat hem drinken. Ondertussen krijgt hij kritiek van de omstanders.
17. Indoor Ski Slope - Brandon Novak skiet van April Margera en Phil Margera's trap door de voordeur.
18. Beehive Limo - Ryan Dunn, Steve-O, Wee Man, Dave England en cameraman Rick Kosick bevinden zich in een limousine, omdat ze denken dat ze naar een foto-shoot gaan. Dan worden alle deuren afgesloten en laten de overige Bam Margera en Johnny Knoxville er een kolonie bijen in los.
19. Rake Jump - Steve-O springt op het verkeerde deel van een hark.
20. Horse Shit - Juicy J geeft $200 aan Dave England als Dave een stuk paardenschijt gaat eten.
21. Naked Wee Man - Wee Man loopt naakt door een hotel heen.
22. Riot Control Test - Johnny Knoxville, Ryan Dunn, en Bam Margera worden beschoten door 745 rubberen ballen met een snelheid van ongeveer 152 meter per seconde.
23. Medicine Ball Dodge Ball - Een aantal Jackassleden spelen een potje trefbal met zware medicijnballen in het donker.
24. Mushroom Launch - Ryan Dunn zit in een winkelwagen met bungeetouw aan de achterkant. Bam Margera doet de garagedeur dicht waardoor Ryan er tegenaan knalt.
25. The Magic Trick - John Waters kent een truck waarbij Wee Man volledig verdwijnt. Op dat moment komt er een extreem dikke naakte vrouw binnen lopen die op Wee Man gaat liggen.
26. The Gauntlet - De Jackassleden gaan samen met Mat Hoffman en Tony Hawk met stuntfietsjes en skateboarden rijden op een parcours terwijl er met zandzakken naar hen worden gegooid.
27. Dollhouse Bathroom - Dave England schijt in een badkamer van een poppenhuis.
28. The Toro Totter - Johnny Knoxville, Chris Pontius, Bam Margera en Ryan Dunn zitten op een wip die alle kanten op kan bewegen. Ondertussen loopt er een wilde stier los in de ring. Door op de juiste manier en timing te "wippen" kan de stier hen niet raken.
29. Keep God Out Of California - Chris Pontius, verkleed als de duivel, wordt de lucht in gelanceerd uit de grond. Hij houdt een bord vast met "Keep God Out Of California" erop geschreven.
30. Butt Chug - Steve-O steekt een tuinslang in zijn reet. Bam Margera giet bier in de tuinslang waardoor het in Steve-O's reet gaat.
31. Bam Roof Slam - Bam Margera skatet van een dak naar beneden.
32. Rocket Cart - Ryan Dunn zit in een raket aangedreven winkelwagen die hard in de vijver gelanceerd wordt.
33. Anaconda Ball Pit - Johnny Knoxville, Ryan Dunn, en Wee Man proberen een anaconda te vangen die in een ballenbak zit.
34. Bam Drop In - Bam Margera skatet tegen een doorzichtige muur aan tegen de camera.
35. The Ice Horse - Ryan Dunn moet zich uitkleden en zijn scrotum laten vast vriezen op een paard van ijs.
36. Swamp Chute - Wee Man staat achter een grote propeller met een parachute. Hij wordt het moeras in gewaaid.
37. How to Milk a Horse - Johnny Knoxville, Steve-O en Chris Pontius zijn op een boerderij. Ze willen een hengst gaan "melken". Pontius drinkt de paardensperma.
38. Karate Chop - Ryan Dunn houdt een plank voor zijn hoofd vast. Bam Margera en Chris Pontius gaan om de beurt die plank proberen doormidden te slaan. Pontius trapt uiteindelijk Dunn in de ballen.
39. Big Tire Race - Ehren McGhehey en Dave England zitten in tractor banden en worden van een heuvel afgeduwd.
40. The Leech Healer - Steve-O laat een bloedzuiger op zijn oog lopen en Dave England krijgt een bloedzuiger op zijn testikel.
41. Gloria Goes Shopping - Spike Jonze, nog steeds verkleed als oude vrouw, gaat winkelen met "haar" shirt wijd open.
42. Wind Tunnel - Bam Margera wordt door een grote propeller een aanhanger ingeblazen. Chris Pontius sluit hem op en David Weathers laat een cobra in de aanhanger los.
43. Roller Leap Frog - Dave England, verkleed als een tijger, probeert over Wee Man, verkleed als een kikker, heen te springen.
44. Fart Mask - Steve-O heeft een doorzichtige helm op met een tuinslang eraan vast. Preston Lacy laat scheten in de tuinslang.
45. Big Green Ball - Dave England springt van een woonwagen dak op de grond terwijl hij een grote groene yoga bal vast houdt.
46. Old Man Poof - Regisseur Jeff Tremaine is in slaap gevallen. Skater Clyde Singleton poedert de reet van Johnny Knoxville, verkleed als een oude man, met babypoeder. Knoxville laat een scheet in Tremaine's gezicht als hij net wakker wordt.
47. Old Man Balls - Johnny Knoxville is verkleed als een oude man terwijl er nep-testikels uit zijn broek hangen in het openbaar
48. Switcheroo - April Margera en Phil Margera liggen te slapen. Bam Margera maakt zijn vader Phil wakker en verwisselt hem met Preston Lacy terwijl Bam's moeder April nog ligt te slapen.
49. Ding Dong - Dave England loopt naar Johnny Knoxville's huis en kijkt vervolgens in de beveiligingscamera. Dan springt er een soort airbag open die hem vol in zijn gezicht raakt.
50. Big Red Rocket - Johnny Knoxville bereidt zich voor om door een grote rode raket de lucht in geschoten te worden.
51. Terror Taxi - Ehren McGhehey gaat zich verkleden als een terrorist en stapt een taxi in. Hij doet net alsof hij een aanslag gaat plegen. De Jackassleden nemen hem echter in de maling, want ze hebben met de taxichauffeur (gespeeld door acteur Jay Chandrasekhar) afgesproken dat hij zijn pistool moet pakken wanneer Ehren laat zien dat hij een terrorist is. Ehren raakt in paniek. Aan het einde van de stunt is Ehren erg pissig, wat mede het gevolg is van zijn terroristenbaard, die van schaamhaar van de Jackassleden en crewleden gemaakt blijkt te zijn.

De film eindigt met Johnny Knoxville die zijn hand in een berenval steekt. Voordat hij overgaat in een optreden van de hoofdcast in een muziekproductienummer in Busby Berkeley-stijl op het La Cage aux Folles - nummer "The Best of Times", waar de jongens zingen en dansen terwijl je meer stunts uitvoert. Nadat Knoxville is geraakt door een sloopkogel, lijkt Rip Taylor de film net als in de voorganger te beëindigen.

## Cast
De hele cast van Jackass: The Movie is teruggekomen voor Jackass Number Two.

### Hoofdrollen
- Johnny Knoxville
- Bam Margera
- Chris Pontius
- Steve-O
- Ryan Dunn
- Dave England
- Wee Man
- Danger Ehren
- Preston Lacy

### Gastoptredens
- Loomis Fall
- Stephanie Hodge
- Brandon DiCamillo
- Brandon Novak
- April Margera, Phil Margera en Jess Margera
- Dierentrainers Manny Puig en David Weathers
- Thor Drake
- Skaters Tony Hawk en Clyde Singleton
- BMX'er Mat Hoffman
- Mike Kassak
- Rolstoelrugbyspeler Mark Zupan
- Kaartgooier Jim Karol
- Comedian Rip Taylor
- NFL speler Jason Taylor
- Rapgroep Three 6 Mafia
- Muzikanten Roger Alan Wade en Ville Valo
- Filmmakers John Waters en Jay Chandrasekhar
- Acteurs Luke Wilson, Willie Garson en Mike Judge

### Crewleden die in beeld verschijnen
- Regisseur en producent Jeff Tremaine
- Producent Spike Jonze
- Cameramannen Dimitry Elyashkevich, Lance Bangs, Rick Kosick, Greg "Guch" Iguchi en Mike Ellis
- Co-producent en fotograaf Sean Cliver
- Fotograaf Ben "Benzo" Kaller
- Uitvoerend producent Trip Taylor
- Audiomixer Cordell Mansfield
- Property master Scott Simmons

Scènes met Viva La Bam regulier Don Vito werden ook gefilmd en vertoond in previews. Vanwege het schandaal rond zijn arrestatie net voor de release van de film en de aard van de aanklachten tegen hem, werden alle scènes met Don Vito echter geknipt. Dit is de eerste Jackass film waar Raab Himself niet in verschijnt omdat hij alcoholisme en drugsverslaving had. Rake Yohn verschijnt ook niet in deze film, maar is wel in Jackass 2.5 (2007). Ze hadden allebei meerdere gastoptredens in de Jackass TV show en Jackass: The Movie.

## Productie
De opnames begonnen op 30 januari 2006 en eindigden op 23 juni 2006. De cast van Jackass weigerde te onthullen waar ze aan het filmen waren, uit angst dat fans zich zouden bemoeien met het filmproces. Wel hebben ze gefilmd in India, Australië, Engeland, Moskou en Argentinië. Voorafgaand aan de release van de film lekten enkele inzichten door Steve-O en Bam Margera via Radio Bam en Loveline. Andere schietpartijen waren in Bull Shoals (Arkansas) Key West (Florida), Los Angeles (Californië), Miami (Florida), New Orleans (Louisiana), New York en West Chester (Pennsylvania). Zelfs nadat hij genoeg beeldmateriaal voor nummer twee had gemaakt, moedigde Johnny Knoxville iedereen aan om bij elkaar te blijven en meer stunts te filmen (de meeste van deze stunts werden uiteindelijk uitgebracht met Jackass 2.5), bereid om zelfs nog meer risico op letsel te lopen, simpelweg omdat hij geen afstand wilde doen van de groep zo snel.
De stunt "How to Milk a Horse" werd oorspronkelijk opgenomen voor Wildboyz, maar werd bewaard voor toekomstig gebruik. "Het idee om het paardensperma te drinken was eigenlijk niet gepland, maar zat in ieders achterhoofd", zei regisseur Jeff Tremaine. Om akkoord te gaan met de stunt, vroeg Chris Pontius aan Tremaine om een volledige dag vrij te nemen van het werk, maar Tremaine ontmoedigd om dit te doen omdat Pontius de dag ervoor zijn werk had gemist. Bovendien zei Pontius op het scherm tegen Tremaine: "Dit gaat iets goedmaken dat ik in de toekomst ga doen." Deze deal was mondeling overeengekomen en verzegeld met een handdruk; er werd ook opgemerkt dat de deal op video was opgenomen voor de camera.

### Blessures
Bam Margera kreeg een infectie nadat hij gebrandmerkt werd. Ryan Dunn kreeg een bloedprop in zijn schouder tijdens de eindmusical scène. Ehren McGhehey brak zijn linker pink tijdens "Medicine Ball Dodge Ball". Steve-O brak zijn rug in de "Bellhop Cart" die te zien is in de verwijderde scènes sectie. Preston Lacy en Bam Margera kneusden hun enkels na de "Human Newton's Cradle" die nog nooit vertoond is.

### Verwijderde scènes
Verwijderde scènes die ook gefilmd werden, maar waren niet in de uiteindelijke film en Jackass 2.5 (2007), "The Lamborghini Tooth Pull" met Don Vito (die later zou worden uitgevoerd in Jackass 3D, maar door Ehren McGhehey in plaats van Don Vito), "The Human Newton's Cradle", waar Preston Lacy, Bam Margera, Phil Margera, Don Vito en Brandon DiCamillo de "bollen" waren voor een levensgrote Newtonpendel, "SWAT Team Wake Up", waarbij een SWAT team de deur van Johnny Knoxville's motelkamer opblaast terwijl hij ligt te slapen, "Wee Baby", waarbij Wee Man verkleed als baby in een doos gestopt wordt en vervolgens naar het postkantoor wordt gebracht om verzonden te worden via de post (dit werd een ook gedaan in Jackass Presents: Bad Grandpa), en "Ignited Farts", waar Bam Margera, Steve-O, Ryan Dunn, Chris Pontius en Dave England in een volle badkuip lagen en proberen hun scheten onder water te ontsteken, eindigend met Dave die per ongeluk schijtte. Hoewel ze werden verwijderd, verscheen er een korte clip van "The Lamborghini Tooth Pull" in de trailer van de film, er werden een paar foto's van de menselijke Newtons wieg vrijgegeven, en verscheen een fragment van de ontstoken schetenscène in de aftiteling voor Jackass 2.5; de hele ontstoken scheetreeks was ooit beschikbaar op de Jackass World-website, maar is sindsdien verdwenen na de sluiting van de websites. Een iets langere clip van de scène werd laten zien in de vierde film, Jackass Forever (2022).

## Achtergronden
- De film bracht 29 miljoen dollar op in het openingsweekend. Het was daarmee tijdelijk de best bezochte film van de VS. In de week erna bracht de film 14 miljoen dollar op. In totaal bracht de film wereldwijd 84.210.524 dollar op, wat meer is dan dat deel één opbracht.
- De film werd goed ontvangen door Jackass-fans. Net als bij het eerste deel waren de meningen onder critici verdeeld. recensent Michael Medved gaf de film nul sterren. Hij noemde het een "echt verschrikkelijke" film. Sommige recensenten waren wat positiever. Joe Gayeski gaf de film 3,5 ster uit 5 sterren. Hij vond het een hilarische film.
- Op 26 december 2006 kwam de dvd uit. Ruim daarvoor was de dvd-versie al op internet te downloaden.
- Deze film werd gemaakt omdat Johnny Knoxville vaak verscheen in Wildboyz.
- Steve-O beloofde de cast en crewleden dat hij nuchter zou zijn tijdens de opnames van de film. Hij heeft zich aan deze belofte gehouden maar viel vlak nadat de film uitkwam terug.
- Bokser Mike Tyson zou degene aan de andere kant van de muur zijn in "The Valentine Letter", maar hij kon op dat moment niet aanwezig zijn.
- De "Firehose Rodeo" stunt was gepland voor meerdere leden van de cast. Dave England was echter de enige die deze stunt uitvoerde omdat zijn take perfect was.
- Preston Lacy vloog 6 meter door de lucht in de eindmusicalscène. Hierbij brak hij per ongeluk een camerastandaard met zijn hoofd.
- Ehren McGhehey voert de minste stunts uit in de film. Johnny Knoxville voert de meeste stunts uit.
- Alle scènes waar Don Vito in verscheen werden uit de film gehaald vanwege zijn misdrijven. Hij was ook in de achtergrond van een paar stunts in de film, maar hij werd er uitgeknipt.
- 2 weken na de opnames wilde Johnny Knoxville zo graag door blijven filmen dat hij zichzelf doelbewust filmde terwijl hij tegen straatnaamborden rende voor extra beeldmateriaal, omdat hij niet wilde dat het voorbij zou gaan.
- De film kwam op precies dezelfde datum uit als Dirty Sanchez: The Movie.